# Canoinhas (tiểu vùng)
Canoinhas là một tiểu vùng thuộc bang Santa Catarina, Brasil. Tiều vùng này có diện tích 9420 km², dân số năm 2007 là 232534 người.